# Victory Lakes
Victory Lakes – jednostka osadnicza w Stanach Zjednoczonych, w stanie New Jersey, w hrabstwie Gloucester.